# روس هاتچینز
 روس هاتچینز (انگلیسی: Ross Hutchins؛ زادهٔ ۲۲ فوریهٔ ۱۹۸۵) یک تنیس‌باز اهل بریتانیا است.